# Morgen in Alabama
Morgen in Alabama è un film tedesco del 1984 diretto da Norbert Kückelmann.